# Base presidente Eduardo Frei Montalva
La base presidente Eduardo Frei Montalva (in spagnolo Base Presidente Eduardo Frei Montalva) è una base antartica permanente cilena localizzata nella penisola Fildes nella zona occidentale dell'Isola di re Giorgio, nelle Shetland Meridionali. La struttura è intitolata al presidente cileno Eduardo Frei Montalva.

## Ubicazione
Localizzata ad una latitudine di 62°12' sud e ad una longitudine di 58°57' ovest in una zona libera dai ghiacci ad una altitudine di 10 metri ed a pochi metri dalle basi Escudero (cilena) e Bellingshausen (russa).

## Struttura
Una prima base sul territorio era stata impiantata nel 1969 ed era conosciuta come Centro Meteorológico Eduardo Frei. Un ampliamento avvenuto qualche anno dopo ha fatto ribattezzare la stazione come Base Teniente Rodolfo Marsh, pur lasciando il centro meteorologico con il nome originario. L'installazione acquista il nome odierno nel 1990. Attualmente la struttura può ospitare sino a 150 persone durante l'estate, che scendono a 80 nell'inverno australe.
La parte civile della base è chiamata Villa Las Estrellas e può essere considerata come l'unico villaggio dell'Antartide con una scuola, una banca, un supermercato ed un ospedale.

## Attività
L'attività scientifica della base comprende principalmente lo studio dei raggi cosmici (dal 1989), la ionosfera e le aurore (dal 1977), la limnologia, la meteorologia (dal 1969), la sismologia il monitoraggio dell'ozonosfera, la cartografia (dal 1980), e la misurazione delle maree
La base gestisce una pista di atterraggio di 1 300 metri che, con 50 voli intercontinentali e 150 continentali all'anno, funge da snodo logistico per gran parte della stazioni della regione.
Dal 1985 l'Armada de Chile ha installato una capitaneria di porto chiamata Capitanía de Puerto de Bahía Fildes. La struttura, che operava solo durante l'estate, svolgeva ricerche sull'inquinamento marino. Dal 2006 la capitaneria è aperta tutto l'anno, al fine di informare la basi vicine sulle condizioni meteorologiche e marine della baia Fildes e per prestare soccorso in caso di incidenti in mare.

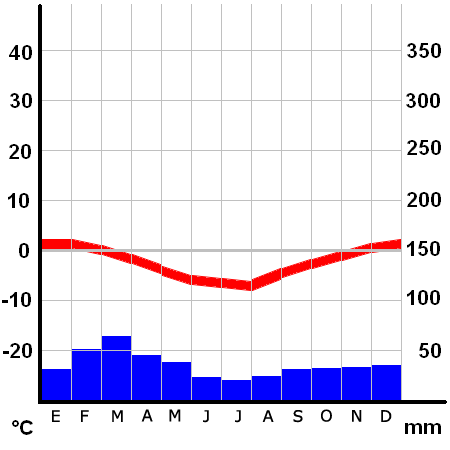
Climogramma della base. In rosso la temperatura ed in blu le precipitazioni.

## Clima
Come tutte le zone antartiche libere dai ghiacci permanenti che si trovano vicino al mare, la base ha un clima della tundra. La temperatura media del mese più freddo (luglio) di -6,3 °C e quella del mese più caldo (gennaio) di +1,4 °C portano ad una media annuale di -2,4 °C.
La precipitazioni si concentrano in marzo con 62,5 mm di acqua equivalente, mentre sono minime a giugno (18,2 mm). Il valore annuale è di 405 mm.